# O Grupo
O Grupo foi uma seriado brasileiro exibido pela Rede Tupi em 1979. Foi escrita por Jayme Camargo a partir da ideia de Paulo Gaudêncio, tendo a direção de Celso Nunes. A série era exibida ás 23h e foi a última série de televisão produzida pela Rede Tupi, que foi extinta em 1980. 

## Enredo
O enfoque da série era um grupo de psicólogos em uma clínica comandada pelo Dr. Maurício (Jayme Camargo). No dia a dia é mostrado o cotidiano da profissão e a história de alguns pacientes. Na trama eram debatidos temas como; Impotência sexual, crises conjugais e carência afetiva. 

## Elenco
- Jayme Camargo.. Dr. Maurício
- Linneu Dias.. Leonardo
- Bárbara Bruno.. Isaura
- Regina Braga. . Cléo
- Luís Pereiras..
- Eliane Giardini